# 天体のメソッド放送局
天体のメソッド放送局（そらのメソッドほうそうきょく）は音泉とBEWEにて配信されていたアニメ『天体のメソッド』関連のインターネットラジオ番組。2014年9月26日から2015年1月30日まで毎週金曜日に配信された。パーソナリティは夏川椎菜と水瀬いのり。

## 出演者

### パーソナリティ
- 夏川椎菜（古宮乃々香 役）
- 水瀬いのり（ノエル 役）

### コーナーパーソナリティ
- fhána （佐藤純一、yuxuki waga、kevin mitsunaga、towana）

## コーナー
ふつおた
アニメの感想、夏川・水瀬へのメッセージなど
そうさ!ソーサー捜査!
本アニメでは、謎の円盤が空に浮かんでいる街を舞台にしているのにちなんで、このコーナーでは毎回様々な円盤っぽいものを『捜査』していくコーナー。パーソナリティのふたりが毎回、円盤を捜査するゲームに挑戦。
未知との遭遇!クロースエンカウンター!
リスナーの身の回りで起こった未知との遭遇体験を紹介するコーナー。本当の未知の体験から未知らしき体験まで、様々な遭遇体験を送ってもらい、ランク付け判定していく（宇宙人に遭遇したみたいな話でなくても可能）。判定は『第○種接近遭遇』と判定していく。
SMRエージェンシー!
『天体のメソッド』の世界では人々は円盤への興味が薄れている設定で、それに因み、リスナーからの『昔は夢中だったのに、今は興味がなくなってしまった物事』を紹介していくコーナー。再び興味を持ってもらうためにその物事のCMを作成する。
ふぁならじ!そらめそ出張所
本アニメのエンディングテーマを担当しているfhána（ファナ）が担当するミニコーナー。お便りとトークを盛り上げていく。

## ゲスト
2014年
- ＃10 （11月28日） 豊崎愛生（水坂柚季 役）
- ＃11 （12月5日） 佳村はるか（椎原こはる 役）

2015年
- ＃18 （1月30日） 小松未可子（戸川汐音 役）

## ラジオCD
- ラジオCD「天体のメソッド放送局」Vol.1
- ラジオCD「天体のメソッド放送局」Vol.2